# Paramiana laetabilis
Paramiana laetabilis är en fjärilsart som beskrevs av Smith 1899. Paramiana laetabilis ingår i släktet Paramiana och familjen nattflyn. Inga underarter finns listade i Catalogue of Life.